# Cochliomyia aldrichi
Espèce
Cochliomyia aldrichi est une espèce de mouches de la famille des Calliphoridae.

## Systématique
Le nom valide complet (avec auteur) de ce taxon est Cochliomyia aldrichi Del Ponte, 1938.